# Alfonso Correa
Alfonso Correa, también conocido como Alonso de Correa o Afonso Domingues de Linhares (m. 15 de mayo de 1398) fue un eclesiástico portugués que ocupó los cargos de obispo de Segovia y de Guarda, en el Patriarcado de Lisboa. 
Natural de Portugal, se doctoró en derecho en la Universidad de París, fue auditor de Roma. Llegó a Castilla en el séquito de la reina Beatriz de Portugal, como su canciller mayor, cuando casó con Juan I de Castilla. Fue también canciller del propio Juan I, de Enrique II, de Enrique III y de Juana Manuel de Villena, así como de Leonor Sánchez de Castilla, priora de Toro, de quien también fue primo.
| Predecesor: Alfonso de Frías | Obispo de Segovia 4 de noviembre de 1394 – 15 de mayo de 1398 | Sucesor: Juan Vázquez de Cepeda |
| Predecesor:                  | Obispo de Guarda 1394 (ad quem)                               | Sucesor:                        |